# Neuschwanstein (banda)
Neuschwanstein foi uma banda de rock progressivo da Alemanha formada em 1971. Ela é considerada como uma banda lendária pelos admiradores do estilo.
Os fundadores da banda foram Thomas Neuroth e Klaus Mayer, que tinham interesse na música de Rick Wakeman (a banda fazia covers do tecladista em seus primórdios) e do King Crimson.
A banda chamou atenção pela primeira vez em 1975 quando venceu uma competição musical com uma adaptação musical de Alice no País das Maravilhas. Entre 1974 e 1978 ela conquistou uma certa fama em sua terra natal, o Sarre, ao ser o ato de abertura de bandas como o Novalis e o Lucifer's Friend.
A banda também fez diversos shows internacionais e em um de eles, em Moselle, na França, conheceram o francês Frédéric Joos, que passaria a ser seu vocalista.
Em 1978, com Joos, a banda alugou o estúdio em Colônia do renomado produtor Dieter Dierks, produtor de diversas bandas famosas, entre elas o Scorpions. O baterista Herman Rarebell, na época baterista do Scorpions, participou da gravação de uma música. 
Em 1979, foi lançado o álbum, chamado Battlement. Ele foi lançado de maneira independente, e vendeu todas as 6.000 cópias prensadas em uma época em que o rock progressivo estava em decadência, sendo superado por estilos como a new wave e o pós-punk. Além da boa recepção na época, o conceito sobre o álbum foi se fortalecendo com o tempo e atualmente ele é considerado um “disco mítico” do estilo. A música produzida pela banda é melódica com arranjos detalhados e uma orquestração interessante. O vocalista soa como Peter Gabriel; as letras são todas em inglês. A parte instrumental poderia ser descrita como uma mistura do Eloy do período do álbum "Planets" com o Camel do período "Moonmadness", com um toque da banda belga Machiavel. Em 1992, Battlement foi relançado em CD com bônus pela gravadora francesa Musea.
Em 2008, foi lançado em CD pelo selo Rock Symphony gravações feitas em 1976 da adaptação musical que a banda fez de Alice no País das Maravilhas, lançado com o título de Alice in Wonderland. Esse álbum conta com narrações em alemão, e ele é influenciado pelo Genesis e pelo Som de Canterbury.
Em 2016, após uma pausa de 37 anos, foi lançado um novo álbum dos Neuschwanstein, Fine Art. Basicamente, Fine Art é um "projecto de um homem só" do único membro original dos Neuschwanstein, Thomas Neuroth. Com a ajuda de numerosos músicos, Neuroth criou um álbum notável que dificilmente soa à música original dos Neuschwanstein - apesar do uso intensivo de flautas - nem aos seus modelos anteriores, como os Genesis, mas muito mais à combinação de Emerson, Lake and Palmer, clássico, romântico e progressivo hard-rocking que ocorre sob a forma de uma suite.
A 18 de novembro de 2022, após 46 anos, foi lançado um relançamento no selo Explore Rights Management (um sub-label de Cherry Red Records). As gravações antigas foram cuidadosamente restauradas e a letra original em alemão traduzida para inglês. A nova letra foi gravada por Sonja Kristina, cantora com Curved Air. A capa foi ligeiramente alterada e o folheto revisto.

## Músicos

### Battlement
- Frédéric Joos: vocais, guitarra acústica
- Klaus Mayer: flauta, sintetizador
- Thomas Neuroth: teclados
- Hans Peter Schwartz: bateria, exceto em "Loafer Jack"
- Roger Weiler: guitarra
- Rainer Zimmer: baixo elétrico, vocal em "Battlement"
- Herman Rarebell (convidado): bateria em "Loafer Jack"

### Alice in Wonderland
- Klaus Mayer –  flauta, sintetizador
- Thomas Neuroth – teclados
- Rainer Zimmer – baixo
- Roger Weiler – guitarra, vocais
- Hans Peter Schwarz – bateria e percussão

### Fine Art
- Thomas Neuroth – teclados
- Karel Szelnik – teclados
- Valentin Neuroth – guitarra
- Robby Musenbichler – guitarra
- Rainer Kind – bateria
- Gudula Rosa – gravador
- Gary Woolf – flauta transversal
- Sabine Fröhlich – violino, Viola

## Discografia
- Battlement (1979)
- Alice in Wonderland (gravado em 1976, lançado em 2008)
- Fine Art (2016)
- Alice in Wonderland feat. Sonja Kristina (Relançamento das gravações de 1976 pela Cherry Red Records em 2022)